# Theilerova choroba
Theilerova choroba (sérová hepatitida, postvakcinační hepatitida, akutní atrofie jater, idiopatické akutní onemocnění jater) je virové onemocnění způsobující hepatitidu koní. Jde o jednu z nejčastějších příčin akutní hepatitidy a selhání jater u koní na světě. 

## Příznaky a symptomy
Během 2–7 dní dochází k rychlému nástupu klinických příznaků - anorexie, letargie a hyperbilirubinémie (s projevem žloutenky a změnou barvy moče). Dalšími možnými příznaky jsou jaterní encefalopatie (ataxie, slepota, agresivita a kóma) a horečka, fotodermatitida, hemoragická diatéza, stagnační otoky, pulzaci jugulární žíly, akutní dýchací problémy a koliky. Příčina kolik není známa, ale předpokládá se, že je způsobena rychlým zmenšením velikosti jater a zvýšeným rizikem ucpání žaludku. Vzácně může dojít ke ztrátě hmotnosti.

## Příčiny
Aktuální teorie vychází z nedávné studie, která naznačuje, že je způsobena pegivirem, označovaným jako virus spojený s Theilerovou chorobou (TDAV). Osm koní, kteří dostali profylaktický botulinový antitoxin a vyvinuly se u nich následné příznaky Theilerovy choroby, bylo podrobeno testu na přítomnost viru založeného na technice sekvenování RNA. Když byl nalezen TDAV, tak byl původní zdroj viru (antitoxin) aplikován 4 dalším zdravým koním, přičemž u jednoho následně došlo ke zvýšení aktivit jaterních enzymů a u všech 4 došlo k průkazu TDAV, což ukazuje, že virus se může šířit injekční cestou. Kontrolou přítomnosti viru u původně infikovaných koní bylo prokázáno, že onemocnění se může stát chronickým a někteří koně byli pozitivní na přítomnost viru i rok po aplikaci. Všichni koně, kteří byli původně negativní na přítomnost viru, tak i zůstali, což podporuje domněnku, že virus se horizontálně v populaci přenáší špatně.
Jiná studie prokázala zase infekci vakcinovaných koní imunopreparáty na bázi koňského séra virem z čeledi Parvoviridae.
Nebylo však prokázáno, že by každý pozitivně testovaný kůň na přítomnost tohoto viru vykazoval klinické příznaky. Existuje tedy předpoklad, že k vyvolání onemocnění jsou nezbytné další faktory, např. imunitně zprostředkovaná hypersenzitivita nebo vícenásobná infekce s dalšími patogeny.

## Diagnóza
V současnosti lze diagnostiku provést pouze biopsií jater nebo posmrtným odběrem vzorku z jater.  Vzhledem k izolaci příslušného viru by mělo být brzy možné jej diagnostikovat i pomocí sérologie, polymerázové řetězové reakce nebo virové kultivace. Na pitvě budou játra malá, ochablá a mohou připomínat vzhledem „hadr“. Mají melírovaný a žlučí potřísněný povrch. Mikroskopicky je patrné odumření jaterních buněk v centrální a střední oblasti jaterních lalůčků a mírná až střední mononukleární infiltrace (hromadění lymfocytů a makrofágů v oblasti). Může být přítomna i mírná až střední proliferace žlučovodů. Zobrazovacími technikami lze prokázat zmenšení jater. V dutině břišní může být prokázána volná tekutina.

### Laboratorní testy
Typickým laboratorním nálezem jsou zvýšené aktivity gama glutamyltransferázy (GMT) 1,67 – 5,00 μkat/l, aspartáttransaminázy (AST) > 16,67 μkat/l a sorbitoldehydrogenázy (SDH), přičemž hladiny AST > 66,68 μkat/l svědčí o špatné prognóze. Dále lze detekovat vysoké koncentrace nekonjugovaného i celkového bilirubinu a sérových žlučových kyselin. Z dalších výsledků lze zjistit středně těžkou až těžkou acidózu, zvýšený počet bílých krvinek, zvýšený počet buněk všech buněčných řad v krvi, zvýšenou aktivitu kreatinkinázy (CK), zvýšenou koncentraci amoniaku a v konečné fázi může docházet až k hemolytickým stavům. Z časů krevního srážení se prodlužuje protrombinový čas (PT) a parciální tromboplastinový čas (PTT). Koně bez klinických příznaků mohou vykazovat pouze zvýšené hodnoty jaterních enzymů bez jakýchkoli dalších klinických příznaků.

### Diferenciální diagnostika
Diferenciální diagnostika je rozsáhlá a zahrnuje
- akutní infekční hepatitida
- akutní mykotoxikóza
- akutní pyrrolizidinová toxikóza
- hemolytická onemocnění
- hepatotoxiny

## Léčba
V současné době neexistuje žádná specifická terapie, provádí se symptomatická léčba. Při těžkých stavech se aplikují tekutiny nitrožilně a zavádí se léčba jaterní encefalopatie. Zvýšené zastoupení aminokyselin s rozvětveným řetězcem v krmivu a krmení dietami s nízkým obsahem bílkovin může pomoci s tlumením příznaků jaterní encefalopatie, které se často dosahuje podáváním malého množství obilovin a/nebo řepných řízků a odstraněním krmiv s vysokým obsahem bílkovin, jako je vojtěškové seno. Pasení na neluštěninové trávě může být přijatelné, pokud je pozdní léto nebo podzim, i když by koním mělo být povoleno se pást pouze večer, aby se zabránilo fotosenzibilizaci. Vzhledem k riziku žaludeční impakce by měla být monitorována velikost žaludku.
Sedace je užívána raritně a využívá se pouze ke zklidnění chování, které by mohlo vést ke zranění zvířete, tak i k umožnění diagnostických a terapeutických postupů. Měla by přednostně zahrnovat jiné sedativum než jsou látky ze skupiny benzodiazepinů. Základním opatřením je omezení stresových situací pro zvířata. U nemocných klisen se nedoporučuje odebírat hříbata, protože může dojít k plnému rozvinutí příznaků. Dojde-li ke spontánnímu nekontrolovanému krvácení, je nezbytné podat transfuzi plazmy, aby se nahradily faktory srážení krve. Antibiotika jsou vzácně užívána v případech, kdy hrozí bakteriální přerůstání ve střevech. Dále je doporučitelné podávat antioxidanty, jako je vitamín E, vitamíny B-komplexu a acetylcystein. Vysoká hladina amoniaku v krvi se tlumí perorálním podání neomycinu, ve spojení s podáním laktulózy, metronidazolu a probiotik, aby se snížila produkce a absorpce amoniaku ze střev.

## Prognóza
Prognóza závisí na stupni nekrózy jaterních buněk, ke které došlo. Snížení SDH a protrombinového času spolu se zlepšením chuti k příjmu krmiva jsou nejlepšími pozitivními indikátory zotavení.  Aktivita GMT může zůstat zvýšená po celé týdny, i když se kůň zotavuje. Aktivita AST u uzdravujících se koní snižuje v průběhu 3–5 dní, u SDH klesá ještě rychleji. Koně, kteří přežijí déle než jeden týden a pokračují v příjmu krmiva, se obvykle uzdraví. Případy s rychlou progresí klinických příznaků, nekontrolovatelnou encefalopatií, krvácením nebo hemolýzou mají špatnou prognózu. Koně s klinickými příznaky mají úmrtnost 50–90 %.

## Epidemiologie
Tento stav se nejčastěji vyskytuje po podání biologického činidla koňského původu, jako je koňské antisérum, a obvykle se projeví za 4–10 týdnů po podání. Mezi nemoci, proti kterým bylo očkováno antisérum koňského původu, které vedly k následné Theilerově chorobě, patří: africký mor koní, východní a západní koňská encefalitida, antrax, antitoxin proti tetanu, Clostridium perfringens, botulismus, hříběcí, Herpesvirus koní typu 1, sérum březích klisen a plazma. Ačkoli se vyskytuje sporadicky, zdá se, že se v rámci 1 areálu, kde je ustájeno více koní může šířit. Na severní polokouli je jeho nejčastější výskyt zaznamenáván mezi srpnem a listopadem. Vyskytuje se téměř výhradně u dospělých koní, kojící chovné klisny, kterým byl po porodu podáván antitoxin proti tetanu, mohou být citlivější.

## Historie
Onemocnění bylo popsáno již v roce 1919 Arnoldem Theilerem, jihoafrickým veterinárním lékařem, poté, co vakcinoval koně proti africkému moru koní pomocí živé virové vakcíny a koňského antiséra. Později bylo zaznamenáno ve Spojených státech po vakcinaci koní proti východní koňské encefalitidě, opět po aplikaci vakcíny s živými viry a antiséra pocházejícího z koní. Od té doby byl hlášen výskyt v celé Severní Americe a Evropě.